# Черна саймири
Черната саймири (Saimiri vanzolinii) е вид бозайник от семейство Капуцинови (Cebidae). Видът е световно застрашен, със статут Уязвим.

## Разпространение
Разпространен е в Бразилия (Амазонас).